# P.7 (航空機)
 PZL P.7
PZL P.7
- 用途：戦闘機
- 設計者：ズィグムント・プワフスキ
- 製造者： PZL社
- 運用者**ポーランド空軍
  - ドイツ空軍
  - ルーマニア空軍
  - ソ連空軍
- 初飛行：1930年
- 運用開始：1933年
- 運用状況：退役

PZL P.7は、1930年代初頭にワルシャワのPZLで開発されたポーランドの戦闘機である。1933年にポーランド空軍の主力戦闘機として採用された本機は、初めて量産に移された全金属製単葉機のなかのひとつであり、当時としては最先端の構造をもっていた。しかし1930年代の末には旧式化し、後継のPZL.P11cに交代した。P.7は少数が1939年まで現役にあり、数十機がポーランド防衛戦争に参加、若干の撃墜戦果を挙げた。

## 設計と開発
PZL P.7の開発は、才能豊かな設計者であったズィグムント・プワフスキが、1928年に全金属製・金属外皮を採用した単葉戦闘機PZL.P.1を設計したことに端を発する。高翼配置のガル翼を採用した同機は良好な視界を有し、その主翼設計は「ポーランド・ウイング」あるいは「プワフスキ・ウイング」と呼称された。液冷直列エンジンを装備するP.1は最大速度302km/hに達したが、戦闘機にはライセンス生産された空冷星型エンジンを使用するという空軍の決定により、試作に留まった。このため1930年8月に初飛行したPZL.P.6には、ブリストル・ジュピターVI FH　エンジンが使用されることとなった。両機とも航空界で高い評価を受け、P.6は1931年の8月から9月に開催された米国国際エアレースで優勝、世界最高の戦闘機の一つであると報じられた。しかしP.6は量産されず、さらに改良を加えたP.7が開発された。同機の試作1号機は、基本的にはP.6のエンジンをより強力なジュピターVII Fに換装したもので、圧縮機の採用により高高度での性能が向上していた。この1号機は1930年10月に、ボレスワフ・オルリンスキの手で初飛行した。当初エンジンには、シリンダーごとにフェアリングが設けられていた。1931年の秋、試作機はルドミル・レイスキの操縦中に墜落して失われる。墜落原因は特定されなかったが、レイスキは脱出して事なきを得た。同年秋に製作された試作2号機はエンジンにタウネンドリングを追加し、機体尾端を細くするなどの変更が加えられ、これがP.7aとして量産されることとなった。再設計された主翼はPZL.P8から流用されたもので、翼幅が若干増しており、さらにエルロンが短縮され、翼表面はリブのない平滑なものとなった。一般にP.7として知られているのは本機である。
量産は1932年の半ばに始まり、ポーランド空軍に納入される1933年までに、計149機（試作2機は含まず）が生産されて6.1から6.151の機体番号が与えられた。
P.7を設計したのち、プワフスキはさらに強力なエンジンを装備する機体の設計に着手し、これがのちにPZL.P.11として量産されることになる。プワフスキ自身は液冷直列エンジンの使用にこだわっており、次作のP.8戦闘機は液冷直列エンジンを装備するスリムな外形の機体となり、最高速度は350km/hに達した。P.9となるはずの発展型も計画されたが、1931年3月にプワフスキが墜落事故で死亡してしまったこと、また空冷のP.11が支持されたことで、以後の液冷エンジン機の設計は途絶えることになった。P.11はポーランドの主力戦闘機となったが、同機の開発に並行して、1932年には輸出型のP.24も開発された。

## 技術的特徴
本機は全金属製、ジュラルミン外皮の単葉機である。機体配置は一般的なもので、支柱で支えられた高翼配置のガル翼、固定脚とテイルスキッドという構成である。主翼は2本の桁を持つ矩形翼で、胴体付近で翼厚が薄くなっている。外皮にはリムのあるウィボー型のジュラルミン板（上面は平滑）が用いられ、両側面の支柱で支持されている。楕円断面の胴体は前半部がフレーム構造、中央部から尾端までがセミモノコック構造となっている。
この時期の他の機体と同様、コクピットは風防を備えた開放式である。武装は胴体両側面に装備した7.92mm機銃（7.7mmヴィッカースE機銃の口径を7.92mmに拡大）が2丁。エンジンはタウネンドリングを装着したブリストル・ジュピターVIIF空冷星型エンジンで、プロペラは2翔である。290ℓ主燃料タンクはエンジン後方の胴体内に配置されており、火災など緊急時には投棄することが可能であった。副燃料タンクの容量は7ℓである。

## 実戦記録
P.7はPWS-A（アビアBH-33のライセンス生産型）およびPWS-10戦闘機の後継として、1933年初頭よりポーランド空軍への実戦配備が開始された。本機が配備されたことにより、ポーランド空軍は全金属製の戦闘機のみで編成された世界初の空軍となった。配備時のP.7は、当時としては近代的な機体であり、同時代の他国の設計と比較しても同等かそれ以上であった。しかし航空技術の急速な発展のため、1939年には完全に旧式化していた。1935年からは大半の実戦部隊でPZL.P11に更新されていき、P.7aは飛行学校へと移された。
1939年9月1日に第二次世界大戦が勃発した時点で、ポーランド空軍の実戦部隊には30機のP.7aが残っており、さらに飛行学校に40機、予備機もしくは修理中のものが35機、計105機が残存していた。P.7aを装備していたのは3個飛行隊各10機で、第123飛行隊はワルシャワ周辺に展開する追撃機旅団に所属、第152、第162飛行隊は地上部隊に配属されていた。旧式の装備にもかかわらず、ドイツ軍がポーランドに侵攻するとこれらの隊も防衛戦に加わった。これら実戦部隊とは別に、デンブリンとウウェシ両基地で臨時編成された部隊に少なくとも18機が配備された。
P.7はドイツ軍機に比べて運動性に優れ、小規模の飛行場（離陸距離は150m）や、不整地での運用も可能であったが、ほとんどのドイツ機は本機よりも優速であった。さらに機体とエンジンは過酷な使用によって損耗しており、武装も貧弱で、わずかに2丁のヴィッカース機銃は作動不良を起こしがちであった。このため、Ｐ.7のパイロットによるドイツ軍機の撃墜は7機（ハインケル He111、Do17、Bf110各2機とHs126が1機）にとどまる一方、損失は22機におよんだ。各基地のP.7aで臨時部隊が編成されたが、ドイツ軍爆撃機の空襲に対しては、敵機を撃墜するというよりも、果敢な攻撃で撹乱するにとどまった。
大半のP.7aは1939年に空戦か地上で破壊され、数十機がルーマニアへ逃れたが、以後実戦で使用されることはなかった。またドイツ軍に捕獲された数機は訓練用に使用された。ソ連軍にも数機が接収され（機数は不明）、訓練用に用いられた。

## 派生型
P.7/I
最初の試作機
P.7/II
2番目の試作機。タウネンドリングを装備。
P.7a
量産型.

## 使用国
ドイツ
ドイツ空軍が捕獲機数機を訓練用に使用。
ポーランド
ポーランド空軍
ルーマニア
ルーマニア空軍が抑留機を訓練用に使用。
ソ連
ソ連空軍が接収した数機を訓練用に使用。

## 仕様
- 乗員: 1
- 用途: 戦闘機
- 全長: 6.98 m (22 ft 11 in)
- 全幅: 10.57 m (34 ft 8 in)
- 全高: 2.69 m (8 ft 10 in)
- 翼面積: 17.9 m² (193 ft2)
- 自重: 1,090 kg (2,400 lb)
- 全備重量: 1,476 kg (3,254 lb)
- 搭載量: 386 kg
- エンジン: 1×ブリストル・ジュピターVIIF 9気筒 空冷520 馬力 (388 kW)

## 性能
- 最大速度: 327 km/h (203 mph)
- 巡航速度: 285 km/h
- 失速速度: 104 km/h
- 航続距離: 600 km (370 mi)
- 巡航高度: 8,500 m (27,900 ft)
- 上昇率: 62.4 m/min (10.4 m/s) (2047.2 ft/min)
- 翼面荷重: 82.5 kg/m²

## 武装
- 2 x 7.9 mm Vickers E機関銃 (当初は 7.7 mm)